# Les Dents longues
Pour plus de détails, voir Fiche technique et Distribution.
Les Dents longues est un film français réalisé par Daniel Gélin, sorti en 1953.

## Synopsis
Louis Commandeur (Daniel Gélin) est un jeune homme ambitieux. Montant de Montpellier à Lyon, il y débute comme journaliste dans un petit hebdomadaire lyonnais où il va perdre une partie de ses illusions : ayant réussi une enquête à sensation, il verra son directeur s'en attribuer le mérite en la signant lui-même.
Cette première expérience conclue à coups de poing, il entrera dans un quotidien où il rencontrera l'amour d'Èva (Danielle Delorme qui est alors dans la vie la femme de Daniel Gélin).
Se sentant à l'étroit à Lyon, il monte bientôt à Paris dans le sillage d'une vedette de la presse, Walter (Jean Chevrier), rédacteur en chef du quotidien à gros tirage Paris France. Celui-ci le prend en sympathie et favorise son ascension. Après quelques années d'harmonieuse collaboration, des dissensions surgiront entre les deux hommes. Les actionnaires du journal, mécontents de la gestion dispendieuse de Walter le révoqueront et proposeront à Louis Commandeur le poste de rédacteur en chef, qu'il acceptera.
Il assume la charge du journal soutenu par l'amour et la compréhension loyale d'Èva.

## Fiche technique
- Titre : Les Dents longues
- Réalisation : Daniel Gélin
- Conseiller technique : Marcel Camus
- Scénario : D'après le roman de Jacques Robert Les Dents longues
- Adaptation : Michel Audiard, Marcel Camus, Daniel Gélin, Jacques Robert
- Dialogues : Michel Audiard
- Assistants réalisateur : Jacques Bourdon, Roland-Bernard
- Photographie : Robert Juillard, assisté de Daniel Diot, Bob Pater
- Opérateur : Walter Wottitz
- Musique : Paul Misraki (Éditions Impéria)
- Décors : Robert Clavel, assisté de Jacques Douy et Marc Desage
- Montage : Louisette Hautecoeur, assistée de Denise Natot, Anne-Marie Forrer-Jouvet
- Son : Robert Biart, assisté de Victor Revelly et Jacques Gérardot
- Maquillage : Jean Ulysse, Pierre Gauthier
- Production : Jacques Roitfeld, Sirius (France)
- Distribution : Société des films Sirius
- Tournage du 15 septembre au 18 novembre 1952 dans les studios : Paris Studio Cinéma à Billancourt
- Format :  Noir et blanc - 35 mm - Son mono
- Durée : 105 minutes
- Genre : Comédie dramatique
- Date de sortie : 
  - France - 13 mars 1953

## Distribution
- Daniel Gélin : Louis Commandeur, le mari d'Eva, journaliste ambitieux
- Danièle Delorme : Eva Commandeur, la femme de Louis
- Jean Chevrier : M. Walter, le rédacteur en chef de « Paris-France »
- Louis Seigner : Antoine Josserand, le directeur de l'hebdomadaire Lyonnais « Le Canut »
- Olivier Hussenot : André Maurienne, le chroniqueur judiciaire
- Jean Debucourt : M. Goudal, proche collaborateur de Mr Walter
- Colette Mars : Lina, l'organisatrice de la soirée
- Louis de Funès : l'employé du laboratoire photo
- Gaby Bruyère : Maud, la maîtresse de M. Bronnier
- Louis Bugette : « Papa », le photographe du journal
- René Hiéronimus : M. Renoir, un collaborateur de Mr Walter
- Robert Rollis : Bob, le barman de la discothèque
- Joëlle Bernard : Raymonde Josserand, la femme d'Antoine
- Roger Vadim : un témoin au mariage de Louis et Eva
- Brigitte Bardot : la femme du témoin au mariage
- Judith Magre : la secrétaire de Louis au journal
- Yvette Étiévant : Yvonne, la secrétaire de Mr Walter
- Christian Argentin : M. Bronnier, le politicien véreux
- Paul Ville : Mr Bourdon, administrateur du journal « Le Canut »
- René Lacourt : le concierge de l'immeuble
- Guy Favières : le portier du journal
- François Vibert : M. Hirsch, un membre du conseil du journal
- Jacques Harden : M. Caraten, un invité à la soirée
- Emile Genevois : l'homme qui remet un paquet au chauffeur de M. Walter
- André Dalibert : le maître d'hôtel du restaurant
- Henri Coutet : un journaliste
- Pierre Olaf : un photographe du journal
- Édouard Francomme : le bistrot
- Charles Bayard : un membre du conseil du journal
- Bernard Musson : un journaliste de « Paris-France »
- Bruno Cremer : l'homme sortant de la boîte
- Jacques Ary : le chauffeur de M. Walter
- Claude Vernier : un journaliste
- Jacques Ciron : un journaliste de « Paris-France »
- Maurice Barnay
- Jacques Chevalier
- Dominique Marcas
- Pierre Leproux
- Georges Montant
- André Saint-Luc
- Frédéric Valmain
- Jeanne Herviale

## Autour du film
Allusion probable à Bel-Ami de Maupassant. Comme Georges Duroy, Louis Commandeur est un jeune et séduisant journaliste. Comme dans le roman de Maupassant, le rédacteur en chef du journal s'appelle Walter. Mais si Louis Commandeur est ambitieux, ce n'est pas un arriviste qui fait écrire ses articles par sa femme. Beaucoup plus humain que Georges Duroy il fait passer l'amour de sa femme Eva et de son fils avant sa carrière.